# 义州 (金朝)
义州，金朝、元朝、明朝、清朝于辽东义县设置的州。义县的名字就源于义州。
义州本辽朝宜州崇义军节度，属中京道大定府。金朝天德三年（1151年）改宜州置义州，军号沿辽名，治所弘政县（在今辽宁义县），为北京路所属节度使州。下领3县1镇。义县城内东街路北有奉国寺，寺为辽朝开泰年间建。寺内有金章宗明昌三年（1192年）立的 《宜州大奉国寺贤圣题名记》。元朝沿置，省县存州，隶辽阳行省大宁路。明太祖洪武初年废义州。改设义州卫。清圣祖康熙年间属广宁，清世宗雍正十年（1732年）设同知管辖，雍正十二年（1734年）改置义州，州城在府北九十里，即今辽宁省义县。 